# Francisco García Novo
Francisco García Novo (Madrid, 2 de maig de 1943) és un biòleg espanyol, acadèmic de la Reial Acadèmia de Ciències Exactes, Físiques i Naturals des de 2003.

## Biografia
El 1966 es llicencià en biologia a la Universitat Complutense de Madrid, on s'hi va doctorar el 1968. Es va doctorar en Ciències Biològiques en la St. Andrews University, O.K. Va ser Catedràtic d'Ecologia en la Universitat de Santiago de Compostel·la i des de 1977 fins al 2013 en la de Sevilla. És membre numerari de la Reial Acadèmia de Ciències de Sevilla, President de l'Associació Espanyola d'Ecologia del Paisatge, i membre de consells assessoris i d'institucions nacionals i internacionals. Ha estat conseller assessor de la Generalitat Valenciana i de la Junta d'Andalusia.

## Guardons
- Premi Rei Jaume I (Medi ambient) el 1995
- Creu de l'Orde d'Alfons X el Savi (1967)
- Certificate of International Appreciation, O.S. MAB Committee.

## Recerques
De les seves recerques destaquen els estudis sobre Doñana i en entorns mediterranis, atlàntics a Gran Bretanya, subantàrtics i semiàrids a Argentina, tropicals a Centreamèrica i continentals als Estats Units.
A més ha introduït models numèrics per a variables morfoestructurals i energètiques de les plantes i per a les accions sobre elles i les seves comunitats de diversos factors.

## Publicacions
- The Ecology and Conservation of European Dunes (1997)